# Denizli (település)
Denizli városa Törökország azonos nevű tartományának (il) székhelye, az azonos nevű körzet központja, az ország 25. legnagyobb városa, 354 méterrel fekszik a tengerszint felett. A körzet népessége 2008-ban 508 870 fő volt, a városé 479 381 fő.

## Éghajlat
| Hónap                                                   | Jan.  | Feb.  | Már. | Ápr. | Máj. | Jún. | Júl. | Aug. | Szep. | Okt. | Nov. | Dec.  | Év    |
| ------------------------------------------------------- | ----- | ----- | ---- | ---- | ---- | ---- | ---- | ---- | ----- | ---- | ---- | ----- | ----- |
| Rekord max. hőmérséklet (°C)                            | 22,6  | 25,9  | 30,8 | 35,8 | 37,0 | 42,4 | 43,9 | 44,4 | 41,6  | 34,4 | 29,9 | 26,6  | 44,4  |
| Átlagos max. hőmérséklet (°C)                           | 10,5  | 12,1  | 15,8 | 20,7 | 26,3 | 31,2 | 34,4 | 34,4 | 29,9  | 23,7 | 17,3 | 12,2  | 22,4  |
| Átlagos min. hőmérséklet (°C)                           | 2,3   | 2,8   | 5,2  | 9,0  | 13,2 | 17,3 | 20,0 | 19,7 | 15,7  | 11,3 | 7,0  | 4,0   | 10,7  |
| Rekord min. hőmérséklet (°C)                            | −10,5 | −11,4 | −7,0 | −2,0 | 2,7  | 7,9  | 12,6 | 11,6 | 6,6   | −0,8 | −4,5 | −10,4 | −11,4 |
| Átl. csapadékmennyiség (mm)                             | 90    | 75    | 64   | 54   | 42   | 25   | 13   | 8    | 14    | 35   | 56   | 90    | 566   |
| Havi napsütéses órák száma                              | 115   | 120   | 177  | 204  | 282  | 336  | 366  | 341  | 276   | 205  | 141  | 102   | 2665  |
| Forrás: Turkish State Meteorological Service , Weather2 |       |       |      |      |      |      |      |      |       |      |      |       |       |

## Története

### Laodikeia

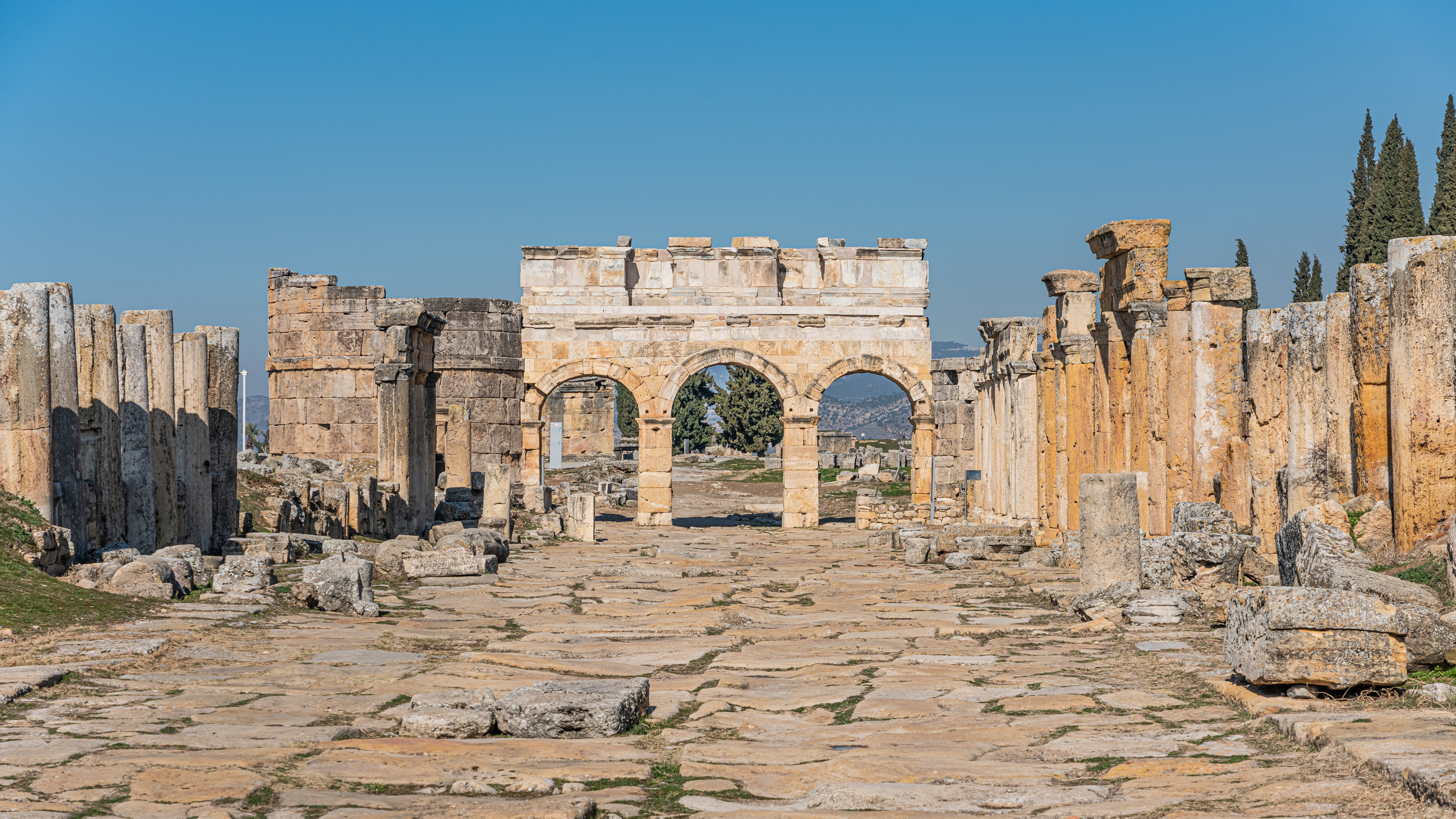
Hierapolisz, Denizlitől 20 km-re

A várost már Kr. e. 5500-ban is lakták, a mai város közvetlen ősét a Kr. e. 3. században alapította II. Antiokhosz szeleukida uralkodó, és feleségéről nevezte el Laodikeiának (latinosan Laodicea). Laodikeia a mai Denizlitől körülbelül 6 kilométerre található. Időszámításunk előtt 188-ban a város pergamoni uralom alá került, majd amikor III. Attalosz, az utolsó pergamoni király is meghalt a terület a Római Birodalom része lett Kr. e. 133-ban. Laodicea rendkívül gazdag és gyorsan fejlődő város volt, virágzott a kereskedelem (textil), mivel a selyemút itt haladt keresztül. A város nemcsak kereskedelméről, de orvostudományáról is nevezetes volt, rendelkezett orvosiskolával, orvosai szem- és fülbetegségek specialistái voltak.

### A város és a tartomány történelme

Denizli megye

1070-ben érkeztek meg Denizlibe az első török hódítók. 1097-ben I. Alexiosz bizánci császár Ióannész Dukaszt bízta meg Anatólia meghódításával, így került a város bizánci kézre. 1102-ben I. Kilidzs Arszlán visszahódította a várost, ám 1119-ben a ismét bizánci kézre került. A város ebben az időszakban többször cserélt gazdát, hol az Anatóliába be-betörő török seregek, hol a bizánciak kezén volt. 1147-ben VII. Lajos francia király keresztes serege is betört a városba. A terület véglegesen 1306-ra került török kézbe. I. Bajazid oszmán szultán 1394-ben az Oszmán Birodalomhoz csatolta a területet, ám más török törzsek is igényt tartottak rá, így ismételten többször is gazdát cserélt, végül 1428-ban, II. Murád oszmán szultán uralkodása alatt lett véglegesen az Oszmán Birodalom része. 1876-ban megalakul Denizli első önkormányzata. A megye az 1919-22 közötti Nagy Honvédő Háborúban aktívan részt vett az Égei-tenger vidékének védelmezésében.

### Néveredet
Laodiceát a kezdetekről fogva földrengések sújtották, körülbelül 12 000 ember halt meg, a város többször is lakhatatlan állapotba került, ezért a török törzsek az újjáépítéskor magasabbra helyezték Denizlit, körülbelül 6 kilométerre Laodikeától. Ez a terület ma a város régi központja, Kaleiçi. A város régi nevét lerövidítve "Ladik"-nak nevezték el. A város a Denizli nevet, melynek szó szerinti jelentése tengeri a környéken fellelhető gazdag vízforrások miatt kapta, a szó eredete a 'Tenguzluğ' illetve 'Tengüzlü' szavakra vezethető vissza. A régi török nyelvben a 'tengüz' jelentése "tenger" (deniz), ebből fejlődött ki a Denizli név.

## Gazdaság

### Mezőgazdaság
Denizli mezőgazdasági jellegű város, ahol gyapotot, gabonaféléket, dohányt, fügét, cukorrépát, szőlőt termesztenek; juhot, baromfit és méheket tartanak.

### Ipar
Denizli iparára a textil-és ruhagyártás, festékgyártás a jellemző; híresek a Denizli kézműves termékek, úgy mint a kerámia, a szőnyeg (halı) és szőttes (kilim). A város, gyorsan növekvő gazdasága miatt az „anatóliai tigrisek” csoportjába tartozik.

## Közlekedés

### Autóval
Denizlit két autópályán is meg lehet közelíteni, az egyik a Denizlit İzmirrel, a másik a Denizlit Ankarával összekötő autópálya.

### Vonattal
Vonattal közlekedve elérhetőek a főbb városok:
- Isztambul: 740 km, 14 óra
- Eskişehir: 440 km, 9 óra
- İzmir: 240 km, 5 óra
- Afyon: 240 km, 5 óra

### Repülővel
Denizlibe Isztambulból repülővel is eljuthatunk, a Çardak repülőtérre fogunk érkezni, mely 60 kilométerre található Denizli városától. Rendszeres buszjáratokkal a város és a közeli világörökségi helyszínek is könnyen megközelíthetőek.

## Kulturális élet

### Oktatás
Denizli oktatási intézményei:
- Egyetemek:
  - Pamukkale Üniversitesi,[5] alapítva 1992-ben

- Középiskolák:
  - Denizli Anadolu Lisesi
  - Erbakir Fen Lisesi
  - Denizli Kazım Kaynak Lisesi

Az első ortaokul-t (az általános iskola 7-8. osztálya és a középiskola 1-2. osztálya) 1874-ben alapították a városban.

### Sport
Denizli sportklubja, a Denizlispor, melyet 1966-ban, két kisebb klubból hoztak létre. Sportágai:
- labdarúgás
- röplabda
- gimnasztika
- kosárlabda
- sakk
- asztalitenisz

A labdarúgó szakosztály legkiemelkedőbb eredménye: 2002-ben és 2004-ben ötödik helyen végeztek a török ligában.

### Múzeumok
- Atatürk ve Etnografya Müzesi: Atatürk és Etnográfiai Múzeum, a város Ucancibasi kerületében található 19. századi épületben kapott helyet.

- Hieropolis Arkeolojı Müzesi: a Hierapolisz Régészeti Múzeum 1984-ben, a Denizlitől 20 kilométerre található Hierapolisz romvárosban található. Az itt kiállított leletek a környéken található ókori városokból származnak.

### Denizli környéke

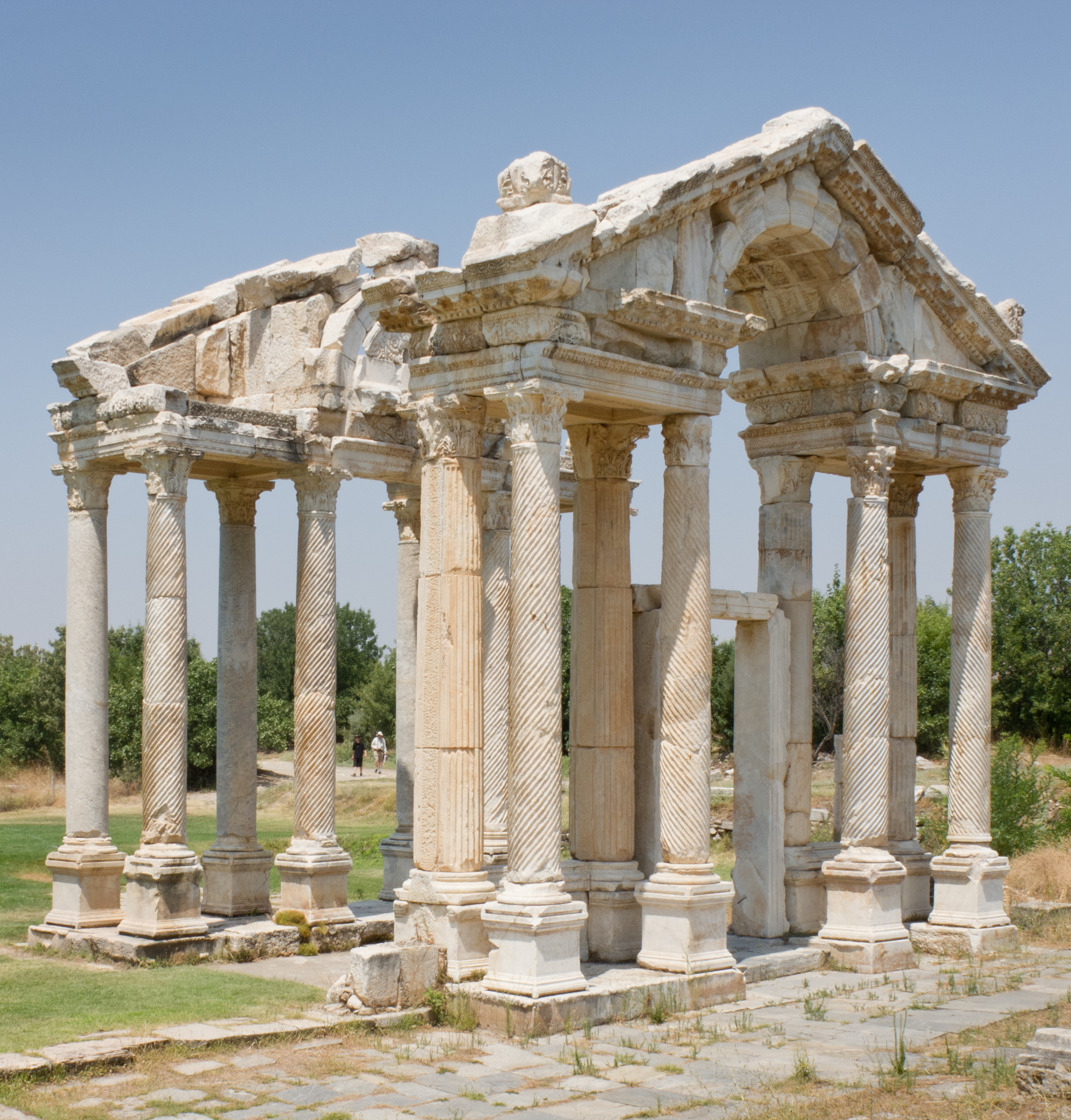
Aphrodisias, nem messze Denizli városától

Denizli környékén több ókori romváros is található:
- Hierapolisz
- Tripolisz
- Lycos
- Kolosszai
- Aphrodisias

Denizli környéke gazdag természeti szépségekben:
- Pamukkale
- Honaz Dağı Nemzeti park

## Denizli kakas
A denizli kakas csak Denizli megyére jellemző faj, megkülönböztetett jellemzőkkel rendelkezik:
- sötétszürke vagy lilás, hosszú lábak
- hosszú nyak
- hosszú farktollak, melyek a fej felé hajlanak
- nyaktollazata vörös, vagy fekete és piszkosszürke keveréke
- fekete szemek
- súlya 3-3,5 kilogramm
- az első éves kakas kukorékolásának hossza kb. 68 másodperc

A denizli kakasokat a tenyésztők megkülönböztetik színük, testalkatuk és hangmagasságuk alapján is.

## Denizlihez kötődnek
- Cem Bahtiyar, maNga együttes